# Thysanostoma flagellatum
Thysanostoma flagellatum är en manetart som först beskrevs av Ernst Haeckel 1880.  Thysanostoma flagellatum ingår i släktet Thysanostoma och familjen Mastigiidae. Inga underarter finns listade i Catalogue of Life.